# Jean de Mello
Jean de Mello dit « Jean de Givry », seigneur de Givry, était un religieux du moyen Âge tardif qui fut évêque de Chalon-sur-Saône puis évêque de Clermont au XIVe siècle.

## Biographie
Jean de Mello était issu de la famille de Mello (cf. Dreu), une famille noble de Bourgogne. 
Il passa de l’évêché de Chalon à celui de Clermont en 1357.
Il assista en personne et se fit représenter par son vicaire Jean Fournier aux assemblées des trois états tenues à Clermont en 1358 et 1359. C’est aussi en 1359 qu’il fut taxé de 467 livres pour permettre la levée d’armes nécessaire à la guerre entre le royaume de France et le royaume d'Angleterre. Cette taxe fut ensuite réduite de moitié à cause des charges qu’il avait à supporter pour le diocèse. 
En 1360, il fut commis avec le comte dauphin d’Auvergne Béraud, le comte d’Armagnac et l’évêque du Puy Jean III de Jourens pour traiter avec le parti Anglais.
En 1374, il emprunta 5000 livres pour financer la guerre en Auvergne et pour récupérer le château de Miramont. Une commission expédiée sous son nom la même année montre qu’il était lieutenant de Jean, duc de Berry et d’Auvergne. Cette qualité lui permettait de disposer des finances nécessaires à la guerre dans la province.
Il mourut le 23 décembre 1375 et fut enterré dans le chœur de la cathédrale Notre-Dame-de-l'Assomption de Clermont.